# Teuthowenia pellucida
Teuthowenia pellucida  (лат.) — редкий вид глубоководных кальмаров рода Teuthowenia семейства Кранхииды (Cranchiidae), обитающий во всех океанах Южного полушария.

## Описание и биология
T. pellucida — синий прозрачный кальмар с размером тела около 20 см и крупными глазами. Толщина мантии составляет всего несколько миллиметров. Самки немного крупнее самцов. На конце одутловатого тела расположены восемь коротких рук-щупалец и одна более длинная пара ловчих щупалец. Единственным видимым внутренним органом является пищеварительная железа, похожая на печень хордовых. В качестве защиты кальмар способен наполнять себя окружающей водой, чтобы резко увеличиваться в размерах и выглядеть более крупным и пугающим. Кроме этого, кальмар также способен уплывать от хищников с помощью реактивного движения.

## Ареал и местообитание
Вид обитает вдоль 40° ю. ш. в Тихом, Атлантическом и Индийском океанах. Молодые особи T. pellucida, как правило, встречаются на глубине около 900 м. Взрослые кальмары обитают на глубинах от 1600 до 2400 м.

## Размножение
Самка T. pellucida созревает при достижении размера от 150 до 190 мм; самцы — 140 мм. Беременные самки откладывают от 6 до 8 тыс. яиц диаметром 2,2 мм. Яйца часто видны сквозь тонкую прозрачную мантию кальмара. Яйца откладываются в кластерах, прикреплённых к камням и растениям на дне океана. Вылупившиеся личинки быстро развиваются в параларву.